# Universidad Federal del Noreste
La Universidad Federal del Noreste M. K. Ammosov (del ruso: Северо-Восточный федеральный университет имени М. К. Аммосова), conocida como Universidad Estatal de Yakutsk desde 1956 hasta 1990, es una institución de educación superior situada en Yakutsk, Siberia, la más importante del noreste de Rusia y una de las nueve universidades federales del país. La universidad fue fundada originalmente en 1934, pero fue refundada en 2009 como universidad federal tras el decreto de la reorganización de las universidades rusas firmado por Dmitri Medvédev. La universidad añadió el nombre del político yakutio Maksim Kirovich Ammosov a su título en 1990.

## Estructura
La Universidad Federal del Noreste está compuesta por los siguientes institutos y facultades:
Institutos
- Instituto de Medicina
- Instituto de Finanzas y Economía
- Instituto de Matemáticas y Ciencias de la Información
- Instituto de Física y Tecnología
- Instituto de Deportes y Educación Física
- Instituto de Lenguas Extranjeras y Estudios Regionales: se concede una beca Kate Marsden cada año.[1]
- Instituto de Psicología
- Instituto de Lenguas y Culturas de los Pueblos del Nordeste
- Instituto de Formación Docente
- Instituto Tecnológico

Facultades
- Facultad de Historia
- Facultad de Filología
- Facultad de Derecho
- Facultad de Biología y Geografía
- Facultad de Ingeniería Civil
- Facultad de Construcción de Carreteras
- Facultad de Minería
- Facultad de Geología
- La Facultad de Educación de Pregrado ofrece cursos de preparación a los escolares